# たとえば、ずっと…
『たとえば、ずっと…』は、1994年3月21日にポニーキャニオンから発売された松本明子の6枚目のシングル。

## 解説
表題曲は自身の作詞、久保田利伸がら楽曲提供、編曲も久保田利伸のブレーンである柿崎洋一郎が手掛けている。C/W曲はジェームス三木、ポールモーリアによる組合せとなっている。オリコンチャート50位以内のランクインとなった。

## 収録曲
1. たとえば、ずっと…
作詞：松本明子
作曲：久保田利伸
編曲：柿崎洋一郎
2. ネコなんだもん
作詞：ジェームス三木
作曲：Paul Mauriat
編曲：安部潤
3. たとえば、ずっと… (カラオケ)
4. ネコなんだもん (カラオケ)